# ペンタフルオロエタン
ペンタフルオロエタン（Pentafluoroethane, 化学式：CF3CHF2）で表されるフルオロカーボンである。ペンタフルオロエタンは現在、冷媒(R-125 として知られる）として利用されているほか、消火システムの消火剤としても利用されている。
そのオゾン破壊係数（ODP）は0だが、地球温暖化係数（GWP）は高い。アメリカ合衆国環境保護庁の報告によると、そのGWPは二酸化炭素の3450倍である。

## 冷媒として
ペンタフルオロエタンとジフルオロメタンとの共沸混合物はR-410Aとして知られ、新しい冷媒システムにおける様々なクロロフルオロカーボン（一般にフロンとして知られる）の一般的な代替品である。

## 消火システムとして
HFC-125（ECARO-25/FE-25/NAF-S125）は、クリーンエージェント消火システムに使用できるガス状消火剤として使われている。また、HFC-125は無臭、無色、非導電性、非腐食性で排出後に貴重な機器や材料に残留物を残さない。一般に、スプリンクラーの水が高価な機器を損傷するような状況や、博物館、銀行、クリーンルーム、病院など、水による防火対策が実用的でない場合に使用される。HFC-125クリーンエージェントは、加圧容器に貯蔵され、気体として危険区域に導入されている。
HFC-125は、熱を発生させるよりも早く分子レベルで熱エネルギーを吸収することで火災を抑制し、火災が持続しないようにする、また、フリーラジカルを形成し、燃焼プロセスの連鎖反応を化学的に妨害する。このため、人に安全で機器に損傷を与えない、非常に効果的な消火剤となっている。
HFC-125はクリーンエージェントと見なされるため、全米防火協会の2001年クリーンエージェント消火システム規格に含まれている。

## 環境への影響
HFC-125は、ブロモトリフルオロメタン(ハロン 1301)のような塩素や臭素を含む化学物質の代替となる非オゾン層破壊物質である。地球温暖化係数（GWP）がCO₂の3500倍、大気寿命が29年であるため、モントリオール議定書の規制物質リストに含まれている。
市場に導入された当時、HFC-125は居住空間での使用に安全であるとは考えられていなかった。米国環境保護庁（EPA）の重要な代替政策（SNAP）リストには、このことが反映されていた。クリーンエージェント消火システムに関するNFPA規格2001 2004年版にPBPKモデルが導入され、受け入れられた後、制限が緩和され、現在ではHFC-125を居住危険区域で使用することができる。一般に、クラスB（引火性液体）の危険有害性では、薬剤の無有害作用量（NOAEL）を超える濃度を必要とするため、薬剤への長期暴露を避けるために特別な予防措置を講じる必要がある。
高温では、ペンタフルオロエタンは分解してフッ化水素を発生する。これは、鋭い刺激臭の存在として観察でき、危険なレベルよりはるかに低い濃度で感知できる。その他の分解生成物には、フッ化カルボニル、一酸化炭素、二酸化炭素がある。火災を鎮圧するためにHFC-125システムが作動した部屋に再入室する前に、大気をテストする必要がある。ペンタフルオロエタンに添加する酸掃去添加剤は、フッ化水素の量を減らすことができる。

## 商標
ECARO-25はFike Corporationの登録商標です。FE-25はE. I. du Pont de Nemours and Companyまたはその関連会社の登録商標です。NAF S 125（HFC-125 plus Acid Scavenging Additive）はSafety Hi-Tech の商標です。